# Смородина железистая
Сморо́дина желе́зистая (лат. Ribes glandulosum)  — кустарник, вид растений рода Смородина (Ribes) семейства Крыжовниковые (Grossulariaceae).

## Ареал
Произрастает в Северной Америке (США, Канада).

## Ботаническое описание
Низкий листопадный кустарник с распростёртыми приподнимающимися побегами коричневого или красновато-серого цвета. Молодые побеги железистые и имеют опушение.
Листья шириной 3—8 см, 5—7-лопастные с заострёнными яйцевидными лопастями. Листовая пластинка тонкая, сверху голая, снизу по жилкам железистая, край листа двоякопильчатый. Черешки тонкие, длинные, по длине равны листовой пластинке. Листья имеют неприятный запах, из-за чего в англоязычных странах этот вид имеет обиходное название skunk currant (от англ. skunk — скунс).
Цветёт в мае. Соцветия — железистые редкие поднимающиеся кисти до 6 см длиной с 8—12 белыми или розоватыми цветками.
Плоды — красные ягоды диаметром около 6 мм, также железистые. Созревают в июне.

## Применение
Смородина железистая может применяться в качестве декоративного кустарника.